# Station Twickenham
Twickenham is een spoorwegstation van National Rail in Richmond upon Thames in Engeland. Het station is eigendom van Network Rail en wordt beheerd door South Western Railway. 
Op 4 februari 1996 vertrok vanuit dit station de eerste geprivatiseerde trein in Groot-Brittannië, de 05:10 uur South West Trains dienst naar Londen Waterloo.